# 金瑞新材料科技
金瑞新材料科技（简称：金瑞科技；上交所：600390）为一家注册地和办公地位于湖南省长沙市的制造业股份制上市公司；公司主要经营电子基础材料、金属材料、超硬材料及其制品、专用设备的技术开发、生产和销售；公司主导产品为电子基础材料四氧化三锰、合成金刚石用触媒合金和合成金刚石系列产品等。2010年，公司销售收入106,823万元，净利润2,794万元。公司注册和办公地址为长沙市岳麓区麓山南路966号。
金瑞新材料科技系由长沙矿治院作为主发起人, 联合湖南华菱华菱钢铁集团有限责任公司、第四十八研究所、长沙银佳科技公司、中国治金进出口湖南公司共同发起设立的股份有限公司。公司于1999年8月注册成立，注册资本为6670万元；2001年1月15日，金瑞新材料科技于上交所上市交易。截止2010年12月31日，公司总资产145,262万元，总股本为16,005万股。2010年12月31日，金瑞新材料科技控股机构长沙矿冶研究院有限责任公司，其持股比重占41.34%。
2017年4月， 金瑞科技更名为五矿资本股份有限公司（简称“五矿资本”）。